# 長岡宗一
長岡 宗一（ながおか そういち　1925年 - 1994年10月8日）は、日本のヤクザ、北海道ボクシングジム経営者。北海道同志会（後の三代目山口組柳川組北海道支部）初代会長。北海道空知郡岩見沢町出身。通称はジャッキー。

## 来歴
大正14年（1925年）、北海道空知郡岩見沢町（現：岩見沢市志文町）で、長岡吉元と菊の子の12人兄弟の長男として生まれた。札幌市内の商業学校に進学し、在学中は、ボクシングと柔道の練習に打ち込んだ。
昭和36年（1961年）12月、三代目山口組柳川組・柳川次郎組長（本名は梁 元錫。通称はマテンの黒シャツ）は、札幌市で力道山一行のプロレス興行を行った。

このとき、長岡は、柳川次郎と柳川組若頭・谷川康太郎（本名は康 東華。後の柳川組二代目）と知り合い、400人の若衆を抱えた。

このころから、長岡の兄弟分から北海道の興行界のドンである小高龍湖に、長岡への讒言が相次いだ。例えば、小高龍湖に、「長岡の新築の家の神棚の鳥居には「長岡」と書かれてある。本来ならば「小高」と書くべきだ」と云った話がもたらされた。小高は、長岡に対して「新車に乗れて、新しい家も建つのだから、子分からの上納金でとても儲かっているのだろう」と云った。この小高の発言を切っ掛けに、長岡と小高は反目しあうようになった。
昭和37年（1962年）5月、長岡は小高に逆破門状を送った。
長岡は、舎弟や若衆が先に小高を襲撃することは認めなかった。
小高は、直ちに長岡を破門し、小高と会津家宗家五代目・坂田浩一郎の連名の破門状を全国に送付した 。
長岡宗一は「長友会」を結成した。
長岡が砂川市の愚連隊・谷内二三男を説得し、長岡の実子分・田村武志が長沼町の愚連隊・石間春夫（通称:北海のライオン）を説得して、長岡・石間・谷内の3人は、千歳市の長岡の舎弟が経営する料理屋の2階で、五分の兄弟盃を交わした。
さらに、3人は「長友会」と谷内二三男の愚連隊、石間春夫の愚連隊を統合して、「北海道同志会」を結成した。
初代会長には、長岡宗一が就いた。

同年10月、柳川組若頭・谷川康太郎は、日本プロレスの札幌興行で、力道山の用心棒として札幌市に入った。
同月、長岡の自宅の神棚の前で、長岡と谷川とは、長友会の舎弟や若衆を見届け人として、五分の兄弟分となった。
翌日、石間が長岡の自宅を訪ねてきた。
谷川はまだ、長岡の自宅に滞在中だった。
長岡は、石間に谷川を紹介し、長岡と谷川が五分の兄弟分になったことを報告した。
長岡は、石間に「石間も谷川と五分の兄弟分にならないか」と持ちかけたが、石間は返事を保留した。
間もなく、石間は警察に逮捕された。
それから、長岡は谷川から柳川次郎を紹介された。
谷川は、長岡に柳川の舎弟となることを打診してきた。
長岡は、石間と谷内と一緒に柳川の舎弟になることを望み、根回しに動いた。
長岡は、札幌市の拘置所にいた石間を訪ね、長岡と一緒に、柳川の舎弟になるように説得した。
石間は、長岡に、谷川と気が合わないことと柳川の舎弟になる気はないことを告げた。
その後も、長岡は、何度か拘置所を訪ね、熱心に石間を説得した。
石間は、自分なりに柳川や柳川組を調べた上で、結論を出すことに決めた。
石間は、昭和33年（1958年）2月10日に起こった柳川一派と鬼頭組との乱闘事件や明友会事件を知り、柳川の舎弟になることを決めた。
石間は、保釈で拘置所を出ると、長岡に、柳川の舎弟になることを告げた。

同年暮れ、長岡と石間と谷内は、柳川次郎の舎弟となった。
北海道同志会は、長岡の自宅兼事務所を柳川組北海道支部の事務所とし、柳川組北海道支部の看板を掲げた。支部長には長岡宗一が就いた。
昭和38年（1963年）6月中旬、長岡は、長岡の若衆に案内された知り合いの会社社長の訪問を受けた。
知り合いの会社社長は長岡に、会社が経営危機に陥っていることを話し、150万円で覚醒剤を仕入れてくれるように懇願した。
長岡は社長の頼みを受けることにした。
長岡は大阪の日比野兼治（通称:ホラ兼）に連絡し、会社社長と長岡の若衆2人を連れて大阪に入った。
日比野は150万円分の覚醒剤を用意していた。
長岡たちは、覚醒剤を千雀飴の缶に入れて、北海道に帰り覚醒剤を長岡の若衆に預けた。
その覚醒剤の一部を盗んだ長岡の若衆がいて、密告によりその若衆は逮捕された。
同年秋、その逮捕された長岡の若衆の自供により、長岡は覚醒剤取締法違反で札幌北警察署に逮捕され、罰金50万円・懲役2年6ヶ月の実刑判決を受けた。
長岡は釧路刑務所に服役した。

同年7月、柳川組北海道支部・長友会苫小牧支部長・橋川国郎は、幹部・阿島邦春と幹部・奥山雄高を連れて、苫小牧市のテキヤの親分の自宅に殴り込みをかけ、テキヤの親分の若衆を日本刀で刺し、重傷を負わせた。

同年8月、谷川は数人の幹部や若衆を連れて、洞爺湖に遊びに行った。
洞爺湖では、毎年8月1日から3日間、湖水祭りが行われていた。
谷川は数人の幹部や若衆を連れて、湖水祭りに繰り出した。
柳川組幹部が露店でトウモロコシを買おうとしたとき、露天商とどのトウモロコシにするかで揉めた。
柳川組幹部や若衆らは、露店の屋台をひっくり返した。
湖水祭りに来ていたテキヤ衆は、地元の世話人を中心に結束して、谷川が宿泊していた洞爺湖畔のホテルに押しかけた。
谷川についていた長岡の若衆2人が、ホテルを出て、地元の世話人に、ホテルの中で谷川と話し合うように勧めた。
地元の世話人1人がホテルに入り、長岡の若衆2人に案内されて、谷川の宿泊している部屋に入室した。
谷川は、地元の世話人の脇腹に拳銃を突きつけ、両手を挙げさせて、ホテルの窓際まで移動させた。
テキヤ衆は、谷川に拳銃を突きつけられた地元の世話人を目撃し、地元の世話人が人質に取られたことを悟り、その場を解散した。
テキヤ衆が解散すると、谷川は地元の世話人に詫びを入れ、解放した。

その後、谷川は長岡に無断で、会津家小高一家の外田友彦と五分の兄弟盃を交わした。
外田は、長岡が会津家小高一家にいた頃は、長岡の格下だった。
長岡は妻の将子に、谷川と話がしたい旨を伝えた。
谷川は、将子からの電話連絡を受けると、その日のうちに飛行機で大阪から札幌に行った。
翌日、谷川は、釧路刑務所所長から特別面会の許可をもらい、長岡と面会し、長岡を説得した。

同年7月26日、谷川の二代目襲名披露式が、兵庫県有馬温泉のホテル池の坊「満月城」で執り行われた。
長岡は、柳川の舎弟から、五分の兄弟分だった谷川の舎弟に直った。
谷川二代目襲名披露前に、回状が全国に送付された。

その後、谷川は、長岡が谷川の舎弟になることを拒んでいるとの話を伝え聞き、特別面会の許可を取って、釧路刑務所で長岡と面会し、長岡の主張を認めた。
昭和40年（1965年）、柳川組に対する第一次頂上作戦が開始された。

同年11月、柳川組北海道支部長・長岡は、釧路刑務所を出所した。長岡を、妻の将子や谷川康太郎、二代目柳川組組員、長岡の若衆たちなどが出迎えた。
3日後、長岡の放免祝いが、定山渓温泉のホテルを借り切って行われた。
長岡は、放免祝いの席で、引退を宣言した。
石間春夫（北海のライオン）が、柳川組北海道支部支部長に就いた。
その後、長岡宗一は北海道ボクシングジムを経営した。

## 長岡宗一関連の書籍
- 山平重樹『北海道水滸伝』双葉社＜双葉文庫＞、1999年、ISBN 4-575-50698-2

劇画
- 原作：山平重樹、脚本：天龍寺弦、画：鴨林源史『実録 反逆ヤクザ伝 ジャッキー・長岡宗一』竹書房バンブーコミックス、2006年、ISBN 4-8124-6351-3

## 長岡宗一関連の映画・オリジナルビデオ
- 『実録・北海道やくざ戦争 逆縁』（2001年、オールインエンタテインメント）、長岡宗一をモデルとした愚連隊・片岡壮二が主人公。片岡役は哀川翔 全2作
  - 『実録・北海道やくざ戦争 逆縁』
  - 『実録・北海道やくざ戦争 逆縁 完結編』